# Kostel Povýšení svatého Kříže (Jablonec nad Nisou)
Kostel Povýšení svatého Kříže je starokatolický kostel v Jablonci nad Nisou. Projekt stavby vyhotovil jablonecký rodák Josef Zasche v roce 1900. Dokončena byla 31. srpna 1902 a vysvěcena 8. listopadu téhož roku. Kostel, který je od roku 1958 chráněn jako kulturní památka České republiky, patří k významným stavbám sakrální secesní architektury.

## Dějiny

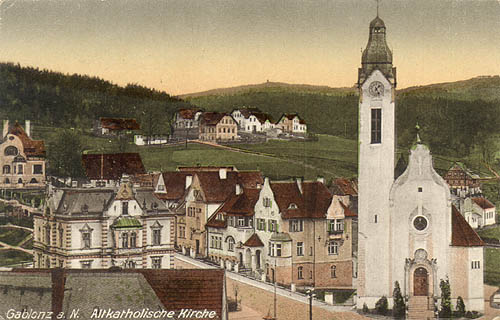
Kostel Povýšení svatého kříže na historické pohlednici

Do konce 19. stol. se starokatolické bohoslužby konaly v Jablonci jen o svátcích, a to v evangelickém kostele. Starokatolická obec se tedy 20. října 1899 rozhodla postavit si vlastní svatostánek. Mohla tento plán začít hned realizovat, protože ve svých řadách měla podnikatele schopné projekt financovat. Zásadní roli v jeho vzniku sehrál podnikatel Josef Scheibler, který v září 1899 koupil stavební pozemek. Starokatolické obci jej věnoval, a navíc stavbu ze dvou třetin financoval. K dalším mecenášům patřil např. zakladatel světoznámé sklářské a šperkařské firmy Daniel Swarovski pocházející z blízkého Jiřetína pod Bukovou či exportér Richard Haasis.
Základní kámen stavby byl položen 18. srpna 1900, v den oslavy 70. narozenin císaře Františka Josefa I. Stavební práce provedla firma Emiliana Herbiga, stavební dozor vykonával sám Josef Zasche. Rozpočet stavby činil 52 000 korun, byl však významně překročen: celková částka nakonec vzrostla na 92.000 korun.
Dne 4. března 1907 byla do té doby filiální obec Jablonec uznána jako samostatná farní obec. V roce 1911 se kostel dočkal varhan.
V roce 1908 měla jablonecká církevní obec 2600 členů, z toho v samotném Jablonci 535 členů. O šest let později to bylo již 3100 členů. První světová válka přinesla nejen pokles členstva, ale i finanční potíže. Z věže kostela navíc byly pro válečné potřeby odebrány dva větší zvony. Na místě tak zůstal jen třetí, nejmenší zvon. V roce 1928 farní obec shromáždila peníze na dva nové zvony – dostaly jméno Víra a Láska, zvon, který zde přežil válku, byl pojmenován Naděje.

### Období 2. světové války
Po německém obsazení pohraničí úřady Německé říše nařídily starokatolickým duchovním přísahat věrnost vůdci Adolfu Hitlerovi, a demonstrovat tak loajalitu starokatolické církve v oblasti Sudet. Vzhledem k tomu, že drtivá většina členů Starokatolické církve v ČSR patřila k německy mluvícímu obyvatelstvu, život farnosti po roce 1945 zásadním způsobem poznamenal poválečný odsun Němců.

### Po roce 1989
Po sametové revoluci prošel kostel rekonstrukcí.
V rámci Programu záchrany architektonického dědictví bylo v letech 1995–2014 na opravu památky čerpáno 2 800 000 Kč (800 000 Kč v roce 1999 a 2 000 000 Kč v roce 2001).
V roce 2012 byla zahájena obnova varhan.

## Bohoslužby
Starokatolické bohoslužby se v kostele konají dvakrát týdně.